# Лоуренсу, Рожерио
Рожерио Мораис Лоуренсу (порт. Rogério Morais Lourenço; 20 марта 1971, Рио-де-Жанейро) — бразильский футболист и тренер.

## Биография
Воспитанник «Фламенго». Долгое время выступал за родную команду на позиции центрального защитника. За свою карьеру Лоуренсу также играл за ряд других известных бразильских коллективов. Вызывался в юношескую и молодежную сборную страны.
После окончания карьеры занялся тренерской деятельностью. Под его руководством бразильская молодежка побеждала в Чемпионате Южной Америки. Долгое время работал Федерации футбола Саудовской Аравии.
В последнее время является комментатором на бразильских теле и радиоканалах.

## Достижения

### Футболиста
- Обладатель Кубка Либертадорес (1): 1997.
- Чемпион Бразилии (1): 1992.
- Обладатель Кубка Бразилии (2): 1990, 1996.
- Обладатель Кубка Гуанабары (3): 1988, 1989, 2001.
- Обладатель Трофея Рио (2): 1991, 2000.
- Чемпион штата Рио-де-Жанейро (3): 1991, 2000, 2001.
- Чемпион штата Минас-Жерайс (2): 1996, 1997.

### Тренера
- Чемпион Южной Америки среди молодежи (1): 2009.